# Aleksandr Samsonow
Aleksandr Wasiljewicz Samsonow (ur. 2 lutego?/14 lutego 1859, zm. 17?/30 sierpnia 1914) – generał rosyjski, dowódca wojskowy w czasie I wojny światowej.

## Życiorys
Pochodził z dworiaństwa guberni jekaterynosławskiej. Po ukończeniu kijowskiego Korpusu Kadetów (1875) i petersburskiej Nikołajewskiej Szkoły Kawalerii (1877), mając 18 lat wziął udział w wojnie rosyjsko-tureckiej (1877–1878) jako kornet 12 Achtyrskiego Pułku Huzarów. Po wojnie kontynuował edukację wojskową w Nikołajewskiej Akademii Sztabu Generalnego w Petersburgu.
Był starszym adiutantem sztabu 20 Dywizji Piechoty (od 1884), a następnie Kaukaskiej Dywizji Grenadierów (1885–1889). W latach 1887–1888 dowodził szwadronu 24 Pułkiem Huzarów. W 1889 r. był oficerem Głównego Zarządu Wojsk Kozackich, a od 11 marca 1890 r. - sztabsoficerem do spraw przydziałów przy sztabie Warszawskiego Okręgu Wojskowego (od 1 kwietnia 1890 r. w stopniu pułkownika). Od 1 lutego 1893 r. pełnił funkcję oficera sztabowego do zadań specjalnych dowódcy WOW. W latach 1896–1904 był komendantem Jelizawetgradzkiej Szkoły Kawalerii.
Uczestniczył w wojnie rosyjsko-japońskiej w latach 1904–1905 w stopniu generała majora, dowodząc Ussuryjską Brygadą Kawalerii, a następnie Syberyjską Dywizją Kozacką, z którą uczestniczył w bitwach nad Sha He, pod Sandepu. Zyskał wtedy reputację energicznego i dzielnego dowódcy. Byli jednak obserwatorzy, którzy wątpili w jego umiejętności strategiczne. Po bitwie pod Mukdenem w roku 1905 oskarżył generała Paula von Rennenkampfa o zaniechanie udzielenia mu pomocy w czasie walki. Między dowódcami doszło rzekomo do rękoczynów. Za zasługi bojowe Samsonow został kilkukrotnie odznaczony i otrzymał stopień generała porucznika. Po wojnie rosyjsko-japońskiej Samsonow został szefem sztabu Warszawskiego Okręgu Wojskowego (1905–1907), atamanem nakaźnym Wojska Dońskiego (1907–1909), a później generał-gubernatorem turkiestańskim, atamanem Kozackiego Wojska Siedmiorzecza i dowódcą Turkiestańskiego Okręgu Wojskowego  (od 1909). W 1910 r. został mianowany generałem kawalerii.
Na początku I wojny światowej Samsonow został dowódcą rosyjskiej 2 Armii atakującej Prusy Wschodnie. Realizując zamiar połączenia z wojskami generała Rennenkampfa, wojska Samsonowa przemieszczały się powoli w stronę południowo-zachodniej części Prus Wschodnich. Brak dobrej komunikacji, a przede wszystkim niechęć obu generałów do siebie (zarzucali sobie nawzajem niekompetencję i żywili urazy jeszcze z wojny rosyjsko-japońskiej), uniemożliwiły jednak koordynację i zniweczyły ten plan.
Wojska niemieckie, dowodzone przez przybyłych do Prus Wschodnich gen. Paula von Hindenburga i gen. Ericha Ludendorffa, związały walką siły Samsonowa. W ciągu sześciu dni walk od 22 sierpnia 1914 Rosjanie odnieśli kilka sukcesów dzięki przewadze liczebnej, jednak 29 sierpnia Niemcom udało się otoczyć siły Samsonowa w bitwie pod Tannenbergiem. Generał Samsonow próbował co prawda wyrwać się z kotła, lecz powiodło się to jedynie nieznacznej części (ok. 10 tys.) pierwotnie 150-tysięcznej armii.
W trakcie odwrotu generał Samsonow zginął. Według najpowszechniejszej wersji został porzucony przez własnych oficerów sztabowych w pobliżu leśniczówki Karolinka pod Wielbarkiem w nocy z 29 na 30 sierpnia 1914 roku i popełnił samobójstwo. Wycofujący się dalej oficerowie usłyszeli strzał, ale nie odnaleźli zwłok. Według innej wersji generał został zabity przez pocisk artyleryjski. Ciało Samsonowa zostało odnalezione przez Niemców i pogrzebane pod Wielbarkiem. Niemcy upamiętnili miejsce pochówku w tym miejscu: 53°22′00″N 20°51′45″E/53,366667 20,862500. Dzięki pomocy Międzynarodowego Czerwonego Krzyża w 1915 żona generała przeprowadziła ekshumację. 
Samsonow był odznaczony Orderem Świętego Aleksandra Newskiego, Orderem Orła Białego, Orderem Świętego Jerzego IV klasy, Orderem Świętego Włodzimierza II, III i IV klasy, Orderem Świętej Anny wszystkich czterech klas, Orderem Świętego Stanisława I, II i III klasy.